# Women's National Basketball Association 2010
Women's National Basketball Association 2010 var den 14:e säsongen av den amerikanska proffsligan i basket för damer. Säsongen inleddes lördagen den 15 maj och avslutades söndagen den 22 augusti 2010 efter 204 seriematcher. De fyra första lagen i varje Conference gick därefter till slutspel som spelades mellan den 25 augusti och 16 september. Seattle Storm blev mästare för andra gången efter att ha besegrat Atlanta Dream med 3-0 i finalserien.
All Star-matchen spelades den 10 juli i Mohegan Sun Arena i Uncasville, Connecticut där USA:s landslag besegrade ett WNBA All Star-lag med 99-72.
Tulsa Shock spelade sin första säsong i ligan efter flytten från Michigan och Detroit Shock.

## Grundserien
Not: V = Vinster, F = Förluster, PCT = Vinstprocent
- Lag i GRÖN färg till slutspel.
- Lag i RÖD färg har spelat klart för säsongen.

| Lag                | V  | F  | PCT  |
| ------------------ | -- | -- | ---- |
| Washington Mystics | 22 | 12 | .647 |
| New York Liberty   | 22 | 12 | .647 |
| Indiana Fever      | 21 | 13 | .618 |
| Atlanta Dream      | 19 | 15 | .559 |
| Connecticut Sun    | 17 | 17 | .500 |
| Chicago Sky        | 14 | 20 | .412 |

| Lag                      | V  | F  | PCT  |
| ------------------------ | -- | -- | ---- |
| Seattle Storm            | 28 | 6  | .824 |
| Phoenix Mercury          | 15 | 19 | .441 |
| San Antonio Silver Stars | 14 | 20 | .412 |
| Los Angeles Sparks       | 13 | 21 | .382 |
| Minnesota Lynx           | 13 | 21 | .382 |
| Tulsa Shock              | 6  | 28 | .176 |

## Slutspelet
- De fyra bästa lagen från varje Conference gick till slutspelet.
- Conference semifinalerna och conference finalerna avgjordes i bäst av tre matcher.
- WNBA-finalen avgjordes i bäst av fem matcher.

|  | Conference Semifinal Bäst av 3 | Conference Semifinal Bäst av 3 | Conference Semifinal Bäst av 3 |          |   | Conference Final Bäst av 3 | Conference Final Bäst av 3 | Conference Final Bäst av 3 |  |  | WNBA Final Bäst av 5 | WNBA Final Bäst av 5 | WNBA Final Bäst av 5 |  |
|  |                                |                                |                                |          |   |                            |                            |                            |  |  |                      |                      |                      |  |
|  | 1                              | Washington                     | 0                              |          |   |                            |                            |                            |  |  |                      |                      |                      |  |
|  | 1                              | Washington                     | 0                              |          |   |                            |                            |                            |  |  |                      |                      |                      |  |
|  | 4                              | Atlanta                        | 2                              |          |   |                            |                            |                            |  |  |                      |                      |                      |  |
|  | 4                              | Atlanta                        | 2                              |          | 4 | Atlanta                    | 2                          |                            |  |  |                      |                      |                      |  |
|  | Eastern Conference             |                                |                                |          | 4 | Atlanta                    | 2                          |                            |  |  |                      |                      |                      |  |
|  |                                |                                | 2                              | New York | 0 |                            |                            |                            |  |  |                      |                      |                      |  |
|  | 2                              | New York                       | 2                              | New York | 0 | 2                          |                            |                            |  |  |                      |                      |                      |  |
|  | 2                              | New York                       |                                |          |   |                            |                            |                            |  |  |                      |                      |                      |  |
|  | 3                              | Indiana                        | 1                              |          |   |                            |                            |                            |  |  |                      |                      |                      |  |
|  | 3                              | Indiana                        | 1                              |          | 4 | Atlanta                    | 0                          |                            |  |  |                      |                      |                      |  |
|  |                                |                                |                                |          |   |                            |                            |                            |  |  |                      |                      |                      |  |
|  |                                |                                | 1                              | Seattle  | 3 |                            |                            |                            |  |  |                      |                      |                      |  |
|  | 1                              | Seattle                        | 1                              | Seattle  | 3 | 2                          |                            |                            |  |  |                      |                      |                      |  |
|  | 1                              | Seattle                        |                                |          |   |                            |                            |                            |  |  |                      |                      |                      |  |
|  | 4                              | Los Angeles                    | 0                              |          |   |                            |                            |                            |  |  |                      |                      |                      |  |
|  | 4                              | Los Angeles                    | 0                              |          | 1 | Seattle                    | 2                          |                            |  |  |                      |                      |                      |  |
|  | Western Conference             |                                |                                |          | 1 | Seattle                    | 2                          |                            |  |  |                      |                      |                      |  |
|  |                                |                                | 2                              | Phoenix  | 0 |                            |                            |                            |  |  |                      |                      |                      |  |
|  | 2                              | Phoenix                        | 2                              | Phoenix  | 0 | 2                          |                            |                            |  |  |                      |                      |                      |  |
|  | 2                              | Phoenix                        |                                |          |   |                            |                            |                            |  |  |                      |                      |                      |  |
|  | 3                              | San Antonio                    | 0                              |          |   |                            |                            |                            |  |  |                      |                      |                      |  |

### WNBA-final
Seattle Storm vs Atlanta Dream
| Match   | Datum        | Hemmalag | Bortalag | Resultat |
| ------- | ------------ | -------- | -------- | -------- |
| Match 1 | 12 september | Seattle  | Atlanta  | 79 - 77  |
| Match 2 | 14 september | Seattle  | Atlanta  | 87 - 84  |
| Match 3 | 16 september | Atlanta  | Seattle  | 84 - 87  |

Seattle Storm vann finalserien med 3-0 i matcher